# Power Macintosh 6200
De Power Macintosh 6200 en Power Macintosh 6300 zijn personal computers die ontworpen, gefabriceerd en verkocht werden door Apple Computer van mei 1995 tot juli 1997. Op de consumentenmarkt werden ze aangeboden als de Performa 6200- en Performa 6300-serie. Begin 1997 werd de sterk verschillende Power Macintosh 6300/160 (ook aangeboden als Performa 6360) op basis van de Power Macintosh 6400 geïntroduceerd. De hele lijn werd stopgezet toen het desktopmodel van de Power Macintosh G3 werd uitgebracht.

## Power Macintosh 6200 en 6300

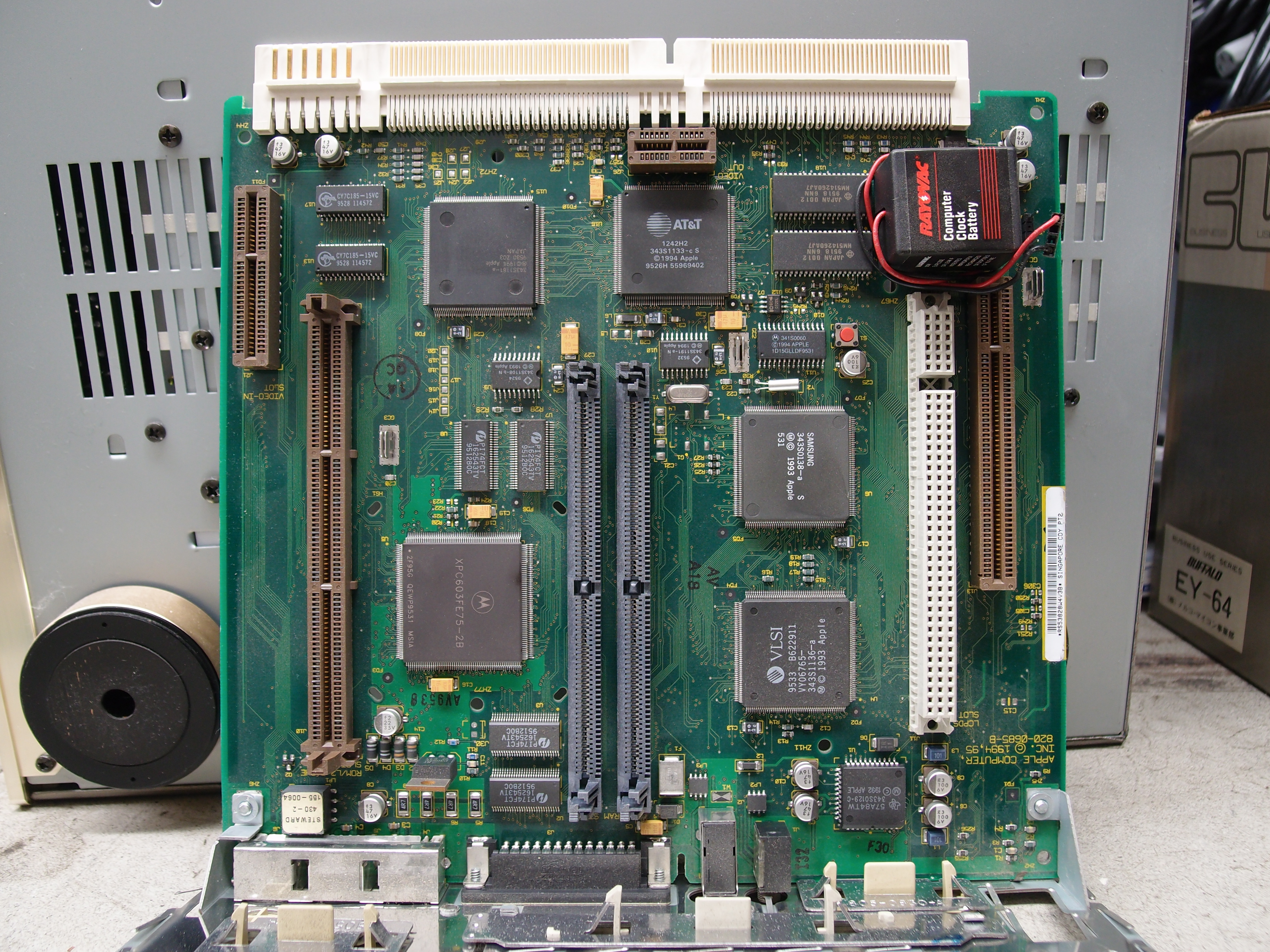
Power Macintosh 6200 moederbord

De Power Macintosh 6200 en zijn Performa-tegenhanger werden geïntroduceerd met een PowerPC 603-processor op 75 MHz als de PowerPC-opvolger van de Quadra 630, met dezelfde behuizing en in dezelfde prijsklasse. Latere Performa-modellen schakelden over op de PowerPC 603e-processor maar behielden hetzelfde moederbordontwerp. De 6200 is nauw verwant aan de 5200 LC, die hetzelfde moederbord gebruikt in een alles-in-één-ontwerp met geïntegreerde monitor.
De standaarduitrusting op alle 6200- en 6300-modellen omvat onder andere een LC-PDS-slot, een 1,4 MB diskettestation, twee RS-232/422 seriële poorten, een externe SCSI-poort, een ADB-poort en een videopoort. De interne modem bevindt zich in een 112-pins uitbreidingsslot, waardoor ook modems van andere fabrikanten konden gebruikt worden. Er is ook een externe modempoort, maar deze is afgedekt met een stuk plastic. De externe modempoort is alleen bruikbaar als de plastic afdekking verwijderd wordt en er geen interne modem aanwezig is.
Nagenoeg alle machines werden geleverd met een AppleDesign-toetsenbord, ADB Mouse II en een Apple Multiple Scan 15 Display.

### Modellen
Beschikbaar vanaf 1 mei 1995:
- Power Macintosh 6200/75[3]
- Performa 6200CD: Power Macintosh 6200 met een 1 GB harde schijf, 14,4k modem, monitor en gebruikerssoftware[4]

Beschikbaar vanaf 17 juli 1995:
- Performa 6216CD: Performa 6200CD zonder monitor[5]
- Performa 6218CD: Performa 6200CD met 16 MB RAM[6]
- Performa 6220CD: 6218CD zonder monitor maar met een tv/video-in/video-out-kaart[7]
- Performa 6230CD: 6220CD met een hardware MPEG decodeerkaart[8]

Beschikbaar vanaf 28 augustus 1995:
- Performa 6205CD: Performa 6200CD met een 28,8k modem[9]
- Performa 6214CD: Performa 6200CD met andere gebruikerssoftware[10]

Beschikbaar vanaf 12 oktober 1995:
- Performa 6210CD: Performa 6205CD met andere gebruikerssoftware[11]

Beschikbaar vanaf 16 oktober 1995:
- Performa 6300CD: Performa 6290CD met 16 MB RAM en een monitor (uitsluitend aangeboden in Noord-Amerika)[12]

Beschikbaar vanaf 27 januari 1996:
- Performa 6290CD: Power Macintosh 6200 met een 100 MHz PowerPC 603e-processor en een 1,2 GB harde schijf (uitsluitend aangeboden in Noord Amerika)[13]

Beschikbaar vanaf 14 februari 1996:
- Performa 6310CD: Performa 6300CD aangeboden in Azië en Europa)[14]

Beschikbaar vanaf 22 april 1996:
- Performa 6320CD: Performa 6290CD met een 120 MHz PowerPC 603e-processor, monitor en TV/videokaart[15]

Beschikbaar vanaf 19 juni 1996:
- Performa 6260CD: Performa 6290CD met een 800 MB harde schijf (uitsluitend aangeboden in Azië en Europa)[16]

Beschikbaar vanaf 27 juni 1996:
- Power Macintosh 6300/120: Power Macintosh 6300 met een 120 MHz PowerPC 603e-processor en 16 MB RAM (uitsluitend aangeboden in Azië)[17]

### Specificaties
- Processor:
  - 6200: PowerPC 603 @ 75 MHz
  - 6300: PowerPC 603e @ 100-120 MHz
- FPU : geïntegreerd in de processor
- PMMU : geïntegreerd in de processor
- Systeembus snelheid: 37,5 MHz
- ROM-grootte: 4 MB
- Databus: 64 bit
- RAM-type: 80 ns 72-pin SIMM
- Standaard RAM-geheugen: 8 MB
  - Uitbreidbaar tot maximaal 64 MB
  - RAM-sleuven: 2
- Standaard video-geheugen: 1 MB VRAM
  - Uitbreidbaar tot maximaal 1 MB VRAM
- Standaard diskettestation: 3,5-inch, 1,44 MB (manueel)
- Standaard harde schijf: 500 MB (IDE)
- Standaard optische schijf: 4x CD-ROM
- Uitbreidingssleuven: 1 LC PDS, Comm, Video I/O, TV
- Type batterij: 4,5 volt Alkaline
- Uitgangen:
  - 1 ADB-poort (mini-DIN 4) voor toetsenbord en muis
  - 1 video-poort (DB-15)
  - 1 SCSI-poort (DB-25)
  - 2 seriële poorten (mini-DIN 8)
  - 1 audio-uit (3,5 mm jackplug)
  - 1 microfoon (3,5 mm jackplug)
  - 1 koptelefoon (3,5 mm jackplug)
- Ondersteunde systeemversies: 7.5.1 t/m 9.1
- Afmetingen: 10,9 cm x 32,0 cm x 41,9 cm (h×b×d)
- Gewicht: 8,6 kg

## Power Macintosh 6300/160

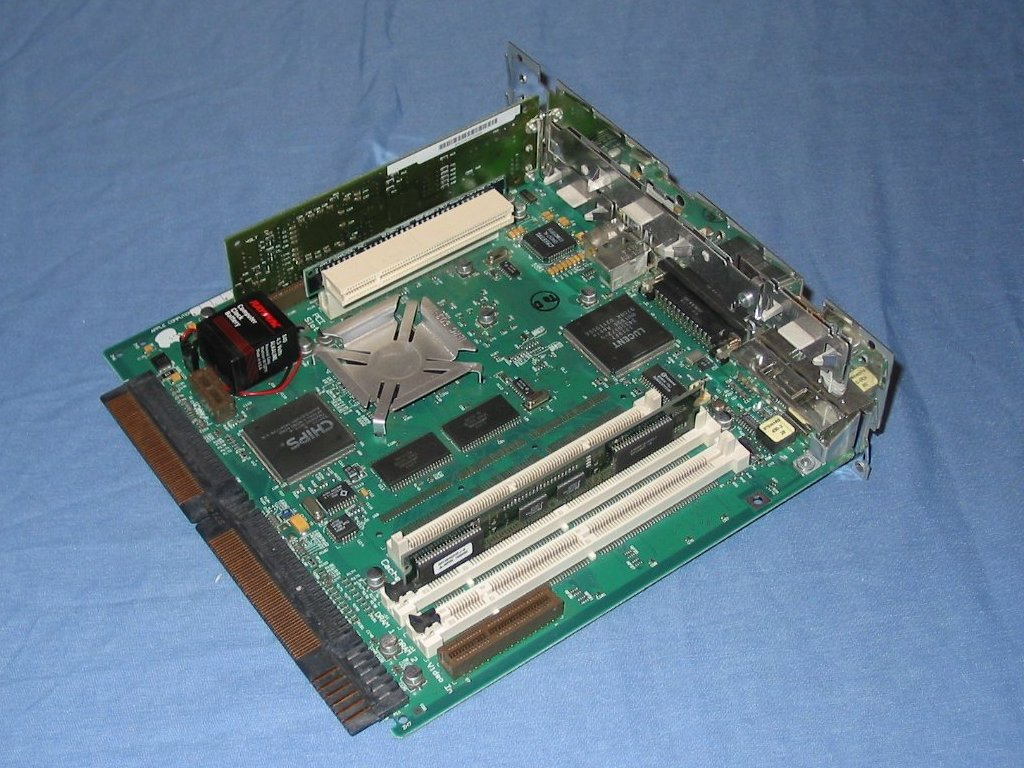
Power Macintosh 6300/160 moederbord

De Power Macintosh 6300/160 is gebaseerd op een ander moederbord (codenaam "Alchemy") dat voor het eerst gebruikt werd in de Power Macintosh 5400/120. Alchemy werd algemeen beschouwd als een beter moederbord dan dat van de 6200 omdat het een 64-bit datapad heeft naar het centraal werkgeheugen. Daarnaast bevat het moederbord ook een PCI-slot, een Comm Slot II (niet compatibel met het eerdere Comm Slot) en twee externe seriële GeoPort-poorten.
De standaarduitrusting op de 6300/160 omvat onder andere een 1,2 GB IDE harde schijf, een 8X CD-ROM en ondersteuning voor hogere beeldschermresoluties met hogere bitdiepte, met name 800x600 16-bits kleur bij 60 Hz en 1024x768 8-bits kleur bij 60 of 70 Hz.
Apple bood ook een optionele "High-Performance Module for Power Macintosh 6360" aan met een level2-cache van 256 kB die in een intern cache-slot moest gestoken worden. Er bestonden ook modules van andere fabrikanten in de groottes 256 KB, 512 KB en 1 MB.

### Modellen
Beschikbaar vanaf 17 oktober 1996:
- Power Macintosh 6300/160:160 MHz PowerPC 603ev-processor (uitsluitend aangeboden in Azië en Europa)[20]
- Performa 6360: Power Macintosh 6300/160 met extra gebruikerssoftware[21]

### Specificaties
- Processor: PowerPC 603ev @ 160 MHz
- FPU : geïntegreerd in de processor
- PMMU : geïntegreerd in de processor
- Systeembus snelheid: 40 MHz
- ROM-grootte: 4 MB
- Databus: 64 bit
- RAM-type: 70 ns 168-pin SIMM
- Standaard RAM-geheugen: 16 MB
  - Uitbreidbaar tot maximaal 136 MB
  - RAM-sleuven: 2
- Standaard video-geheugen: 1 MB VRAM
  - Uitbreidbaar tot maximaal 1 MB VRAM
- Standaard diskettestation: 3,5-inch, 1,44 MB (manueel)
- Standaard harde schijf: 1,2 GB (IDE)
- Standaard optische schijf: 8x CD-ROM
- Uitbreidingssleuven: 1 PCI, Comm, Video I/O, TV
- Type batterij: 4,5 volt Alkaline
- Uitgangen:
  - 1 ADB-poort (mini-DIN 4) voor toetsenbord en muis
  - 1 video-poort (DB-15)
  - 1 SCSI-poort (DB-25)
  - 2 seriële GeoPort poorten (mini-DIN 9)
  - 1 audio-in (3,5 mm jackplug)
  - 1 audio-uit (3,5 mm jackplug)
  - 1 microfoon (3,5 mm jackplug)
  - 1 koptelefoon (3,5 mm jackplug)
- Ondersteunde systeemversies: 7.5.3 t/m 9.1
- Afmetingen: 10,9 cm x 32,0 cm x 41,9 cm (h×b×d)
- Gewicht: 8,6 kg

Uit productie: 1984: Macintosh 128K, Macintosh 512K · 1985: Macintosh XL · 1986: Macintosh Plus · 1987: Macintosh II, Macintosh SE · 1988: Macintosh IIx · 1989: Macintosh SE/30, Macintosh IIcx, Macintosh IIci, Macintosh Portable · 1990: Macintosh IIfx, Macintosh Classic, Macintosh IIsi, Macintosh LC serie · 1991: Macintosh Quadra 700, Macintosh Quadra 900, Apple PowerBook · Macintosh Classic II · 1992: Macintosh IIvx, Macintosh Quadra 950, PowerBook Duo, Macintosh Performa serie · 1993: Macintosh Centris serie, Macintosh Color Classic, Macintosh TV · Apple Workgroup Server · 1994: Power Macintosh · 1997: Power Macintosh G3, PowerBook G3, Twentieth Anniversary Macintosh · 1998: iMac · 1999: iBook, Power Mac G4 · 2000: Power Mac G4 Cube · 2001: PowerBook G4 · 2002: eMac, iMac G4 · 2003: Xserve, Power Mac G5 · 2004: iMac G5 · 2005: Mac mini · 2006: MacBook · 2015: MacBook (Retina) · 2017: iMac Pro

Huidige modellen: MacBook Air, MacBook Pro, iMac, Mac mini, Mac Studio, Mac Pro